# Dirk Meerkerk
Dirk Meerkerk, né en 1602 ou vers 1620 à Gouda et mort en 1660 dans la même ville, est un peintre de l'Âge d'or hollandais.

## Biographie
Selon Georg Kaspar Nagler, Dirk Meerkerk est né en 1602, pour d'autres sources c'est vers 1620 à Gouda,,.
Selon Arnold Houbraken, il est né dans l'ancienne brasserie Van den Passer dans la Keizerstraat, et a voyagé à Rome où il a passé plusieurs années. Il a aussi  travaillé sur le palais épiscopal de Nantes. Il est retourné à Gouda, mais s'est noyé peu de temps après en tombant dans un canal sur le chemin du retour d'un enterrement.
Il a été mentionné par Ignatius Walvis (en) dans Beschryving der stad Gouda comme étant un peintre qui s'est rendu à Rome « par son art », ce qui signifie qu'il a payé son voyage avec ses talents.
On ne connait pas d'œuvres qui lui survive.